# Clement Town
Clement Town là một thị xã quân sự (cantonment) của quận Dehradun thuộc bang Uttaranchal, Ấn Độ.

## Nhân khẩu
Theo điều tra dân số năm 2001 của Ấn Độ, Clement Town có dân số 19.634 người. Phái nam chiếm 58% tổng số dân và phái nữ chiếm 42%. Clement Town có tỷ lệ 55% biết đọc biết viết, thấp hơn tỷ lệ trung bình toàn quốc là 59,5%: tỷ lệ cho phái nam là 58%, và tỷ lệ cho phái nữ là 51%. Tại Clement Town, 13% dân số nhỏ hơn 6 tuổi.